# Route nationale 631
Pour les articles homonymes, voir Route 631.
La route nationale 631 ou RN 631 était une route nationale française reliant Saint-Sulpice à Réalmont. À la suite de la réforme de 1972, elle a été déclassée en RD 631.

## Ancien tracé de Saint-Sulpice à Réalmont (D 631)
- Saint-Sulpice
- Giroussens
- Briatexte
- Graulhet
- Laboutarie
- Réalmont